# Emanuele Formichetti
Emanuele Formichetti (né le 28 mai 1983 à Rieti) est un athlète italien, spécialiste du saut en longueur.

## Biographie
Emanuele Formichetti a réalisé un saut de 8,10 m lors des Championnats d'Italie à Grosseto le 30 juin 2010, obligeant son adversaire Andrew Howe à sauter 8,16 m pour l'emporter.